# La Vie d'une femme

La Vie d'une femme (Cavedweller) est un film américain réalisé par Lisa Cholodenko en 2004.

## Synopsis
Un évènement dramatique rappelle une musicienne dans sa ville natale afin de la réunir avec ses filles qu'elle avait abandonnées. Pour ce faire, elle doit affronter son ex-mari violent à cause duquel elle était partie.

## Distribution
- Kyra Sedgwick : Delia Byrd
- Aidan Quinn : Clint Windsor
- Sherilyn Fenn : MT
- Jill Scott : Rosemary
- Vanessa Zima : Amanda Windsor
- Kevin Bacon : Randall Pritchard
- Regan Arnold : Cissy Pritchard
- April Mullen : Dede
- Jackie Burroughs : Grand-mère Windsor
- Myron Natwick : Grand-père Byrd